# Kerridge
Kerridge – wieś w hrabstwie Cheshire, w Anglii, część parafii Bollington. Kerridge graniczy ze wsią Rainow.
Nazwa wsi Kerridge pochodzi od 'key ridge', i była znana w języku staroangielskim jako 'Gaeg Hrycg'. Od nazwy wsi pochodzi nazwa Kerridge Ridge – jednego z zachodnich szlaków w Górach Pennińskich – przebiegającego w pobliżu. Powyżej wsi znajduje się punkt orientacyjny White Nancy.
Wieś mogła być zbudowana jako domy dla pracowników fabryki Jamesa Mellora.
Wieś słynie z kamieniołomów oraz dawnych fabryk bawełny. W XIX w. kamień z Kerridge był transportowany do wielu zakątków Anglii, najpierw barkami przez Macclesfield Canal, a następnie koleją przez Middlewood Way. Kamień był transportowany tramwajem z Kerridge Warf do Stone Saw Mill, gdzie był cięty na drobniejsze kawałki. W 1942 US Force zrównało z ziemią pozostałości budynków, a kamień wywieziono do budowy dróg w Burtonwood w okolicy Warrington. Wygląd siedziby odtworzono na makiecie w skali 1:150, przedstawiającej budynki, doki, łodzie, dźwigi i piły do kamieni. Obecnie działający kamieniołom to Bridge Quarry przy Windmill Lane.
29 lutego 1912 miała miejsce powódź: Macclesfield Canal w Kerridge wystąpił z brzegów, zalewając kilka sąsiednich ulic.
Najbardziej znanym mieszkańcem był urodzony tu 15 stycznia 1816 rzeźbiarz Alfred Gatley, którego ojciec był właścicielem dwóch kamieniołomów przy Kerridge Hill. W okolicy (Bollington, Manchester i Salford) znajduje się wiele jego rzeźb. Alfred Gatley spędził ostatnie 11 lat życia w Rzymie, gdzie zmarł w wieku 47 lat, i tam jest pochowany.